# Isaak Herzberg
Isaak Herzberg (geboren 18. Juni 1857 in Aurich, Königreich Preußen; gestorben 6. November 1936 in Kassel) war ein deutscher jüdischer Religionslehrer und Schriftsteller.

## Leben
Isaak Herzberg besuchte in Aurich die Schule und erhielt von 1872 bis 1875 an der Jüdischen Lehrerbildungsstätte in Hannover eine Ausbildung.  Er arbeitete als Lehrer, Vorbeter und Prediger in Lingen, Meppen und Diepholz und war nebenher Mitarbeiter und dann auch Redakteur der in Bonn herausgegebenen Zeitschrift Israelitischer Bote. 1886 zog er nach Inowrocław (Hohensalza), wo er das lokale Tageblatt leitete. 1890 übernahm er in Bromberg die Stelle eines ersten Religionslehrers an der Judenschule.
Herzberg verfasste Belletristik, Jugendbücher und pädagogische Schriften. Mit dem Koschminer Rabbiner Aron Heppner (1865–1938) sammelte er das Material für eine umfassende Geschichte der Juden auf dem Gebiet der seinerzeitigen preußischen Provinz Posen.
Herzberg zog nach Ende des Ersten Weltkriegs, als Bromberg polnisch wurde, nach Kassel.

## Werke
- Ez chajim. Hebräische Lesefibel, nach methodischen Grundsätzen stufenmäßig geordnet. Für Schulen und für den Selbstunterricht bearbeitet. Inowrazlaw, 1890
- Auf falschen Pfaden. Erzählungen aus dem jüdischen Leben. Frankfurt a. M. 1893
- David und Jonathan. Der Hauptmann. Erzählungen. Israelitische Jugendbibliothek, 3. Berlin 1896
- Für unsere Unmündigen. Dreißig Geschichten aus der Bibel. Ein Lesebüchlein für die israelitischen Kleinen in Haus und Schule. Bromberg 1899
- Die Schuld der Väter.  Roman. Bromberg  1899
- Chone Larch, der Schadchen, oder Zwei Verlobungen auf einmal. Original-Erzählung. Lehmann’s jüdische Volksbücherei, 29,  Mainz, 1902
- Hillel, der Babylonier. Eine Erzählung aus jüdischer Vorzeit für jung und alt. Israelitische Jugendbibliothek. Berlin, 1902
- Drei Erzählungen. Lehmann’s jüdische Volksbücherei. Mainz, 1905
- Hermon. Erzählungen aus Talmud und Midrasch. Für die israelitische Jugend bearbeitet. Neue israelitische Jugendbücherei ‚Saron’. Belehrendes  und  Unterhaltendes aus alter und neuer Zeit, Leipzig  1907
- Moses Mendelssohn. Ein Lebensbild für die israelitische Jugend. Neue israelitische Jugendbücherei ‚Saron’. Belehrendes  und  Unterhaltendes aus alter und neuer Zeit. Leipzig 1907
- Hermon. Sagen und Legenden, Fabeln und Parabeln aus den rabbinischen Schriften. Neue Folge. Für die israelitische Jugend bearbeitet. Neue israelitische Jugendbücherei ‚Saron’. Belehrendes  und  Unterhaltendes aus alter und neuer Zeit. Leipzig 1907
- Sulamit. Jüdische Dichtungen aus alter und neuer Zeit. Neue Folge. Für die reifere israelitische Jugend, Leipzig  1907
- mit Aron Heppner: Aus Vergangenheit und Gegenwart der Juden und der jüdischen Gemeinden in den Posner Landen. Zwei Bände, Koschmin und Bromberg 1909–1924
- Ringende Gewalten. Ein Posener Ghettoroman aus der Zeit des siebenjährigen Krieges. Jena: Costenoble, 1913
- „Mein  Judentum“. Die hauptsächlichen unterscheidenden Merkmale des  Judentums und des Christentums. Für jung und alt dargestellt. M. W. Kaufmann, Leipzig 1918, Nachdruck Musikverlag Ulrich Greve, Nürnberg 2019, online d-nb.info